# Мясников, Александр Леонидович (1899)
Алекса́ндр Леони́дович Мяснико́в (6 [18] сентября 1899, Красный Холм, Тверская губерния — 19 ноября 1965, Москва) — советский терапевт, академик АМН СССР (1948).
Основные работы посвящены вопросам сердечно-сосудистой патологии (гипертоническая болезнь, атеросклероз, коронарная недостаточность), болезням печени и жёлчных путей, инфекционным болезням (малярия, бруцеллёз). Создал школу терапевтов (Е. И. Чазов, И. К. Шхвацабая, З. С. Волынский, А. С. Логинов, Х. Э. Гаджиев, В. С. Смоленский и др.).
Автор мемуаров «Я лечил Сталина: из секретных архивов СССР» (опубликованы в 2011).

## Биография
Родился в 1899 году в семье земского врача Леонида Александровича Мясникова (1859—1921) и его третьей жены «лекарской помощницы» Зинаиды Константиновны Григорьевой (1874—1942?). Отец происходил из купеческой семьи, окончил медицинский факультет Московского университета (1886), трижды избирался городским главой Красного Холма в Тверской губернии. Позже получил специальность офтальмолога и пользовался известностью, организовал первую в России глазную хирургическую клинику. Мать, овдовев, также работала офтальмологом, стажировалась по этому вопросу в Германии. Брат — Лев (1905—1972), физик-акустик.
Образование Александра началось в реальном училище в Бежецке; позже он учился в гимназиях в Новом Петергофе и Тифлисе, где работал его отец. Закончил тифлисскую гимназию.
В 1917 году вне конкурса как золотой медалист поступил на медицинский факультет Московского университета, поселился в семье дяди Сергея Мясникова, женатого на певице Любови Ставровской. Во время Первой Мировой войны и Гражданской войны оставался в Москве и продолжал учёбу.
В 1921 году его отец умер от сыпного тифа, а Мясников был отвезён на Лубянку за слишком пылкую речь на студенческой сходке о самоуправлении. Провёл некоторое время в камере, но был отпущен.
В 1922 году окончил медицинский факультет 1-го Московского государственного университета.

### Карьера
Первые месяцы после переезда в Ленинград работал как экстерн в Клиническом институте (позднее — Государственный институт для усовершенствования врачей (ГИДУВ) под руководством профессора Г. Ф. Ланга. Затем Ланг забрал его с собой при увольнении, и до 1932 года Мясников работал у него ассистентом в клинике 1-го Ленинградского мединститута. В этот период Мясников заинтересовался темой патологии печени.
В конце 1931 года общественная организация 1-го ЛМИ направила его в Узбекистан, в город Каракуль, где он обратил внимание на тему малярии, которая позже станет одним из предметов его интереса.
Вскоре Мясникову предложили возглавить клинику в Новосибирске и стать там профессором, он стал самым молодым из профессоров-клиницистов в СССР на тот момент. В 1932—1938 годах — заведующий кафедрой терапии Новосибирского института усовершенствования врачей. Создатель и первый заведующий кафедры факультетской терапии Новосибирского медицинского института, образованного в 1935 году. Одновременно был проректором по лечебной работе этого института. Также работал научным руководителем курорта с радоновыми водами Белокуриха.
По монографии «Болезни печени» 35-летнему Мясникову в 1935 году была присвоена степень доктора медицинских наук (без защиты диссертации). Книга, выпущенная в 1934 году, как пишет автор в мемуарах: «явилась первой и на протяжении последующих тридцати лет единственной книгой (в переизданиях), трактующей данный важный раздел внутренней медицины. Мое имя стало широко известным во врачебном мире как „специалиста по печени“».
Через несколько лет, получив приглашение возглавить кафедру, Мясников возвращается в Ленинград. В 1938—1940 годах он — заведующий кафедрой факультетской терапии 3-го Ленинградского медицинского института (ныне — факультет подготовки врачей для Военно-морского флота Военно-медицинской академии имени С. М. Кирова). Параллельно после возвращения он некоторое время работает профессором кафедры в 1-м ЛМИ (снова у Г. Ф. Ланга).

### Во время Великой Отечественной войны
1 августа 1940 года на базе 3-го ЛМИ и Морского факультета 1-го ЛМИ была образована Военно-морская медицинская академия, и в 1940—1948 годах Мясников — начальник кафедры факультетской терапии этого новорожденного учебного заведения. На этой должности его застает начало Великой Отечественной войны. Его жена и дети во время блокады находилась в эвакуации в Тутаеве, Казани, Новосибирске; мать долго находилась в Ленинграде, была наконец эвакуирована, но в пути скончалась. Самого Мясникова в составе академии эвакуировали ранее в Киров, где в 1942 году он получает назначение главным терапевтом Военно-морского флота. В октябре 1942 года Мясников летит на Кавказ для лечения адмирала И. С. Исакова, раненого во время Туапсинской операции и проводит там несколько месяцев, совершал другие путешествия по местам боев.
Академия со студентами и преподавателями вернулась в Ленинград в 1944 году. После 9 мая работала на территории Калининградской области, Германии, Финляндии.
К концу ВОВ Мясников — полковник медслужбы ВММА ВМФ (ГМедСУ ВМФ). Награждён несколькими орденами и медалями, но в своих мемуарах самокритично пишет:
«В дальнейшем я ещё несколько раз побывал на действующем флоте (вернее, среди воевавших моряков). Поездки эти, вероятно, приносили некоторую пользу в смысле улучшения организации медицинской службы флота, поэтому, может быть, не было удивительным награждение меня, среди многих других врачей, орденами Красной Звезды, Красного Знамени и медалями за оборону Ленинграда, Кавказа и т. п. Но я не помню, чтобы я проявил себя на войне хотя бы немножко героически: обнаружил бесстрашие, совершил какой-либо смелый поступок, спас друга, убил врага и т. п. Конечно, не тот „вид оружия“ и не та специальность. Хирурги — те могут перелить свою кровь, под обстрелом сделать спасительную операцию, например, на корабле во время боя и т. п., а наша область прозаическая: ставь диагноз (хотя бы предположительный), давай лекарства, какие есть, смотри камбуз и гальюн. И всё же славные ребята — врачи, в том числе и терапевты! Они действуют уже своим присутствием, придавая бодрость самой идеей медицинской помощи там, где царит смерть (ибо у войны прямая цель — смерть)».

### Поздний период
В 1947 году был избран членом-корреспондентом только что созданной Академии медицинских наук. В 1948 году на очередной сессии АМН он был избран уже в действительные члены и директором Института терапии, ради чего пришлось переехать в Москву и «снова стать штатским».
С 1948 года Мясников — директор Института терапии АМН СССР (с 1966 года — Институт кардиологии имени А. Л. Мясникова АМН СССР) и одновременно (1948—1965) — заведующий кафедрой госпитальной терапии 1-го Московского медицинского института. В своих мемуарах он пишет: «Институт первые годы занимался только проблемой гипертонии. Были разработаны вопросы нервной природы болезни, её классификации, её эпидемиологии, её терапии. (…) В дальнейшем круг вопросов в институте был расширен. Были развернуты исследования по проблеме атеросклероза, главным образом в направлении изучения активных факторов, которые изменяют степень и темп развития этого процесса (витамины, гормоны, липотропные вещества, нейрогенные препараты)». На сессии АМН в начале 1949 года был избран академиком-секретарем Отделения клинической медицины, и вошёл в Президиум Академии.
В 1948 году вместе с И. М. Эпштейном вылетел в Софию в связи с болезнью Георгия Димитрова, он был перевезён на лечение в Барвиху, но через полгода умер. Позже Мясников консультировал умирающего Петру Гроза. Один из медиков, наблюдавших И. В. Сталина в последние дни жизни. Летал в Японию для консультаций советского посла Тевосяна, позже умершего в Барвихе.
Был выдающимся лектором. Как пишет его внук в предисловии к мемуарам деда: «Я слушал эти его лекции в записи, даже пластинка тогда была выпущена! Так свободно и доступно всё объяснить, увлекаться, шутить! „Он стремительно входил в аудиторию в распахнутом халате, под которым были видны безукоризненный костюм и белоснежная рубашка, и спрашивал: Так, какая у нас сегодня тема лекции?!“ (Из воспоминаний А. С. Бронштейна „Шоссе Энтузиаста“). Его импровизации на клинических разборах вошли в легенду, на них приезжали врачи со всей Москвы!»
В 1950-е годы ездил на международные медицинские конгрессы в Париж, Стокгольм и другие города, делая доклады о достижениях советской науки, например, о лечении гипертонии. В 1955 году на два месяца ездил в Китай. 4 раза побывал в США — в первый раз в качестве делегата на V Всемирный конгресс по внутренней медицине в 1958 году и далее в 1960, 1962 и 1964 годах — как представитель Института терапии, в составе групп по обмену учеными по кардиологии, предусмотренному специальной конвенцией между СССР и США. Также ездил в Испанию, Италию, Бельгию, Великобританию, Швейцарию, в Японию и страны Латинской Америки.
В последний период жизни, видимо, перенёс инфаркт. Был представлен на госпремию, но не получил её, чем был очень разочарован. Умер от внезапной остановки сердца.

### Семья
- Жена — Инна Александровна, ур. Вознесенская[3] (1905—1981), врач.
- Старший сын Леонид (1928—1973), профессор медицины. Умер от рака. 1-я жена — геронтолог Ольга Халиловна Алиева (1927—2020), во втором браке за Иваном Дорбой. Их сын — Александр. 2-я жена — Нина Вениаминовна Бакшт — врач терапевт, Их сын Леонид (р. 1963), врач[3].
- Младший сын — Олег (1938—1983), жена — Виолетта Викторовна[10]. Врач. Погиб в автомобильной аварии. Двое детей — Олег и Александр, врачи[3].

В семье Мясниковых, начиная с деда Александра Ивановича, от отца к старшему сыну чередуются имена Александр и Леонид. Внук А. Л. Мясникова и его полный тёзка Александр Леонидович Мясников (р. 1953) — врач, телеведущий.

### Коллекция живописи
Мясников наряду с Наркомом морского флота А.А Афанасьевым являлись одними из крупных частных коллекционеров советской эпохи.
О начале своей коллекции он вспоминает так: «Зима 1939—1940 года ознаменовалась войной с Финляндией. Мы сидели в нашей уютной квартире на Лесном, я рассматривал только что приобретенные в комиссионном магазине на Невском пейзажи Крыжинцкого и Рылова. Недавно у нас побывали из Москвы Савранские, и Леонид Филиппович подарил мне на новоселье этюд Петровичева (с него и пошло начало моей картинной коллекции)». Находясь в эвакуации в Кирове, на пайковые селедки выменял этюды Хохрякова и Деньшина. По собственным словам, в 1945 году интересовался лишь русской живописью. После войны, «с легкой руки профессора Галкина» стал систематически покупать картины в комиссионном магазине на Невском, 102. К 1948 году в его коллекцию входили портреты Рокотова, Боровиковского и «Портрет С. П. Боткина» Крамского. Также собирал мирискусников, авангардистов. В. А. Дудаков пишет: «Дружба с Костаки помогла Мясникову глубже познакомиться с живописью русского авангарда, нонконформистов, художников „сурового стиля“ (…). Александр Леонидович близко дружил с художником Щербаковым Борисом Валентиновичем, который помогал ему собирать коллекцию русской живописи, а также дарил ему различные свои пейзажи, которые высоко ценились Мясниковым. Также в коллекции была картина их семейной дачи руки Щербакова. Собрание разрасталось и скоро стало одним из самых значимых в московской коллекционной среде». Внезапную кончину Мясникова связывают с обнаружением им подделки. После смерти вдовы Мясникова и его младшего сына Олега коллекция растворилась. Данная информация о пропаже работ была подвергнута сомнению, так как многие работы в настоящее время хранятся в коллекции близких к Мясниковым.
Родственником ему приходился художник Павел Петрович Соколов-Скаля («муж кузины Аси»), он написал парадный портрет Мясникова в полный рост. Также Мясникова портретировали Б. В. Щербаков, Илья Глазунов, Олег Ломакин, Анатолий Зверев. Владимир Яковлев в 1964 году написал аллегорическую картину «Портрет профессора А. Л. Мясникова».

## Сочинения
Мясников опубликовал более 200 научных работ, среди них — 9 монографий и 4 учебника по проблемам внутренних болезней.
- О связи между возрастом красных кровяных телец и их осмотической стойкостью / А. Л. Мясников, Т. С. Истаманов. — Харьков : Научная мысль, 1926
- Некоторые проблемы внутренней медицины, 1933-36
- Болезни печени и желчных путей. Л., Биомедгиз, 1934 (2-е изд. 1940, 3-е изд. 1949)
- Висцеральная малярия. Л., Биомедгиз, 1936
- Сибирский радиоактивный курорт Белокуриха: Сб. науч. работ / Отв. ред. науч. руководитель Курорта проф. А. Л. Мясников. — Новосибирск : Курорт Белокуриха, 1936—1953. — 3 т.
- Клиника бруцеллёза. Л., Воен.-мор. мед. акад., 1944.
- Пропедевтика (диагностика и частная патология) внутренних болезней (Учебник для мед. ин-тов). М., Медгиз, 1944. (2-е изд. 1952; 3-е изд. 1956; 4-е изд. 1957)
- Клиника алиментарной дистрофии, Л., Воен.-мор. мед. акад., 1945
- Эпидемические гепатиты. Л., Воен.-мор. мед. акад., 1946
- Коронарная недостаточность: Сборник статей / Ред. А. Л. Мясников. — Москва : изд-во и тип. Изд-ва Акад. мед. наук СССР, 1949
- Классификация гипертонической болезни. М., Изд-во Акад. мед. наук, 1951
- Современное учение о гипертонической болезни. Стенограмма публичной лекции … / действ. чл. Акад. мед. наук СССР А. Л. Мясников. М., Правда, 1951
- Русские терапевтические школы: (Краткая характеристика) М., Изд-во Акад. мед. наук СССР, 1951.
- Учение И. П. Павлова и клиника внутренних болезней. М., Знание, 1953.
- Гипертоническая болезнь. М., Медгиз,1954
- Клинико-экспериментальное обоснование профилактики атеросклероза: Доклад на «Медицинских днях Франции и Франц. Союза». Париж, 1954 / действ. чл. Акад. мед. наук СССР проф. А. Л. Мясников. М., Медгиз, 1954
- Современные представления о причинах атеросклероза и его предупреждение: Стенограмма публичной лекции … / действ. чл. Акад. мед. наук СССР А. Л. Мясников. М., Знание, 1954
- Гипертоническая болезнь. Атеросклероз. Инфаркт миокарда: Сборник статей / Отв. ред.: действ. чл. Акад. мед. наук СССР А. Л. Мясников. — М., 1956
- Болезни печени и желчных путей. (Руководство по внутренним болезням/ Под ред. действ. чл. АМН СССР проф. А. Л. Мясникова). М., Медгиз, 1956
- Новые данные по диагностике и терапии атеросклероза Актовая речь. 11 окт. 1956 г. / Действ. чл. АМН СССР проф. А. Л. Мясников. М., 1956
- Гипертоническая болезнь: (Соврем. состояние проблемы) : Сборник сост. проблемной комис. по проблеме № 22 «Гипертонич. болезнь, атеросклероз и коронарная недостаточность» / Отв. ред. действ. чл. АМН СССР А. Л. Мясников. — Москва : Медгиз, 1960.
- Сто вопросов и ответов: О заболеваниях сердечно-сосудистой системы. М., Медгиз, 1960 (2-е изд. 1964, 3-е изд. 1965)
- Атеросклероз (Происхождение, клинич. формы, лечение). М., Медгиз, 1960.
- Гипертоническая болезнь и атеросклероз. М., Медицина,1965
- Вопросы нейро-гуморальной регуляции в клинической медицине: Сборник статей / Отв. ред. действ. чл. АМН СССР проф. А. Л. Мясников. М., 1965.
- Многотомное руководство по внутренним болезням / [Ред. коллегия: действ. чл. АМН СССР проф. А. Л. Мясников (отв. ред.) и др.]. — Москва : Медгиз, 1962—1966. — 10 т.
- Внутренние болезни. (Учебник для мед. ин-тов). М., Медицина, 1967 (2-е изд. Ташкент, 1981)

### Мемуары
Незадолго до смерти, в 1965 году, закончил мемуары. Рукопись (по сообщению современных СМИ) была изъята, а в новое время возвращена семье (по другим указаниям, в том числе, словам внука, хранилась в семье). Опубликовать её удалось только в 2011 году под названием: «Я лечил Сталина: из секретных архивов СССР». В издании книги принял участие академик Евгений Чазов, ученик Мясникова, именно он рассказал о существовании рукописи редактору книги Ольге Шестовой и принял участие в подготовке текста к печати. Позже была переиздана под другим названием с предисловием внука.
- Мясников А. Л. Я лечил Сталина: из секретных архивов СССР / А. Л. Мясников с участием Е. И. Чазова — М.: Эксмо, 2011. — 448 с. — ISBN 978-5-699-48731-8.
- Мясников А. Л. Пульс России: переломные моменты истории страны глазами кремлёвского врача.— М.: Эксмо, 2014 — ISBN 978-5-699-75726-8

## Награды и регалии
Лауреат Международной премии «Золотой стетоскоп» (1965), единственный в СССР.
Награждён орденом Ленина, двумя орденами Трудового Красного Знамени, орденом Красной Звезды, а также медалями.
- Медаль «За оборону Ленинграда» (1943)
- Орден Красной Звезды (1944)
- Орден Трудового Красного Знамени (1945)
- Медаль «За оборону Кавказа»
- Медаль «За победу над Германией в Великой Отечественной войне 1941—1945 гг.» (1945)
- Орден Ленина (1953)[14][15]. Награды Мясникова хранятся в Музее истории медицины[16].

Председатель Всероссийского общества терапевтов (с 1957), почётный член многих зарубежных научных медицинских обществ, член Президиума Международного терапевтического общества, член Президиума Академии медицинских наук.

### Память

Могила Мясникова на Новодевичьем кладбище Москвы.

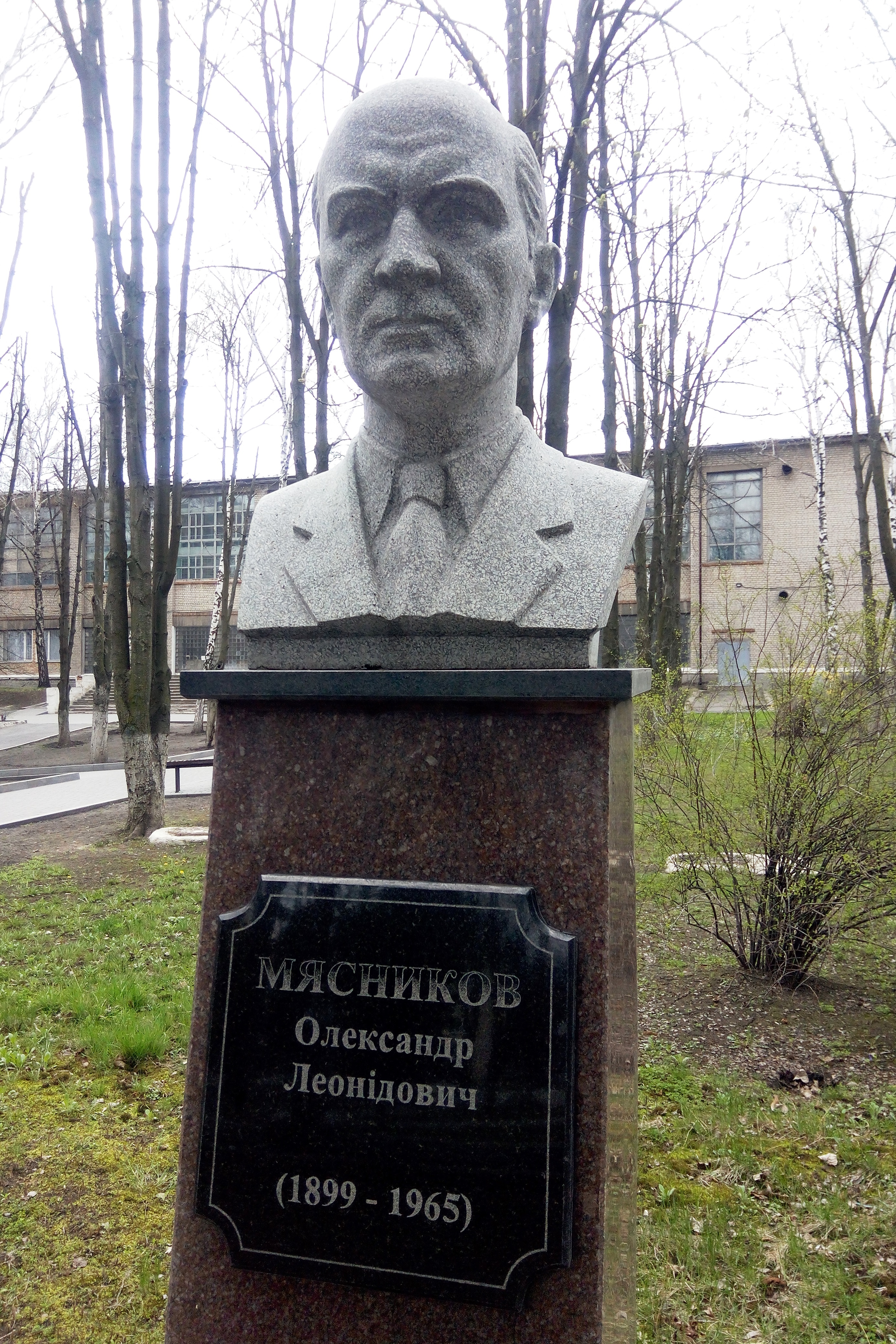
Бюст А. Л. Мясникову на аллее медицинской академии в Днепре

- Бюст А. Л. Мясникову на аллее медицинской академии в ДнепреИнститут клинической кардиологии имени А. Л. Мясникова — в составе Национального медицинского исследовательского центра кардиологии. В 1966 году Институт терапии АМН СССР был переименован в Институт клинической кардиологии АМН СССР, а с 1967 года носит имя Мясникова.
- Бюст А. Л. Мясникову (скульптор М. П. Оленин) в Москве установлен у упомянутого института[17][18]
- Всероссийская научная ассоциация исследования артериальной гипертонии имени Г. Ф. Ланга и А. Л. Мясникова — создана в 1992 году в Нижнем Новгороде[19].
- Именная премия АМН СССР имени А. Л. Мясникова — за лучшую научную работу в области кардиологии[16].
- Золотая медаль имени А. Л. Мясникова — с 2015 года присуждается РАН за выдающиеся работы в области кардиологии[20].
- Улица Мясникова — главная улица курорта Белокуриха в Алтайском крае[21]
- Улица Мясникова — в городе Красный Холм Тверской области.
- В Москве на доме 57/65 по улице Новослободской установлена мемориальная доска с текстом «В этом доме жил с 1948 по 1965 г. академик Мясников Александр Леонидович»[22].